# Alchemilla ludovitiana
Alchemilla ludovitiana är en rosväxtart som beskrevs av A. Plocek. Alchemilla ludovitiana ingår i släktet daggkåpor, och familjen rosväxter. Inga underarter finns listade i Catalogue of Life.